# Магноевич-Дони
Магноевич-Дони (серб. Магнојевић Доњи / Magnojević Donji) — село в общине Биелина Республики Сербской Боснии и Герцеговины. Население составляет 472 человека по переписи 2013 года.